# Breuvages Kiri
Pour les articles homonymes, voir Breuvage.
Breuvages Kiri ou Technobev S.E.C. était une compagnie québécoise, brasseur de sodas et embouteilleur d'eau.
Le siège social et l'usine étaient à Saint-Félix-de-Valois, près de Joliette dans la région de Lanaudière au Québec. Fondée en 1924, Kiri cesse ses activités en 2011.

## Description
Les marques de la compagnie comprennent le cola Kiri et quelque 15 saveurs dont  cola, cola diète, orangeade, crème soda, racinette, fraise, cidre, champagne, citron-lime, citron-lime diète, raisin  et bière d'épinette. La raison sociale originale de la compagnie est Liqueurs Bergeron. 

## Historique
La compagnie a présenté une demande d'entente auprès de ses créanciers en février 2011,.
La compagnie employait une quarantaine d'employés.

## Télévision
Les installations et la marque Kiri furent utilisés pour le tournage de l'épisode 11 de la saison 5 de la série télévisée How It's Made.